# Liste der Biografien/Kleih
Liste der Biografien |
Portal Biografien |
Personensuche
# |
A |
B |
C |
D |
E |
F |
G |
H |
I |
J |
K |
L |
M |
N |
O |
P |
Q |
R |
S |
T |
U |
V |
W |
X |
Y |
Z |
?
 
Ka |
Kb |
Kc |
Kd |
Ke |
Kf |
Kg |
Kh |
Ki |
Kj |
Kl |
Km |
Kn |
Ko |
Kp |
Kr |
Ks |
Kt |
Ku |
Kv |
Kw |
Ky |
Kx |
Kz
 
Kla |
Kld |
Kle |
Kli |
Klj |
Klo |
Klu |
Kly
 
Klea |
Kleb |
Klec |
Kled |
Klee |
Klef |
Kleg |
Kleh |
Klei |
Klej |
Klek |
Klem |
Klen |
Kleo |
Klep |
Kler |
Kles |
Klet |
Kleu |
Klev |
Klew |
Kley |
Klez
 
Kleib |
Kleic |
Kleid |
Kleie |
Kleif |
Kleih |
Kleij |
Kleik |
Kleim |
Klein |
Kleis |
Kleit |
Kleiv |
Kleiw |
Kleiz
Die Liste der Biografien führt alle Personen auf, die in der deutschsprachigen Wikipedia einen Artikel haben. Dieses ist eine Teilliste mit 5 Einträgen von Personen, deren Namen mit den Buchstaben „Kleih“ beginnt.

## Kleih
- Kleih, Eugen (1883–1955), deutscher Verwaltungsbeamter und Landrat

### Kleihs
- Kleihs, Marvin (* 1994), deutscher Fußballspieler

### Kleihu
- Kleihues, Jan (* 1962), deutscher ArchitektJan Kleihues (* 1962)

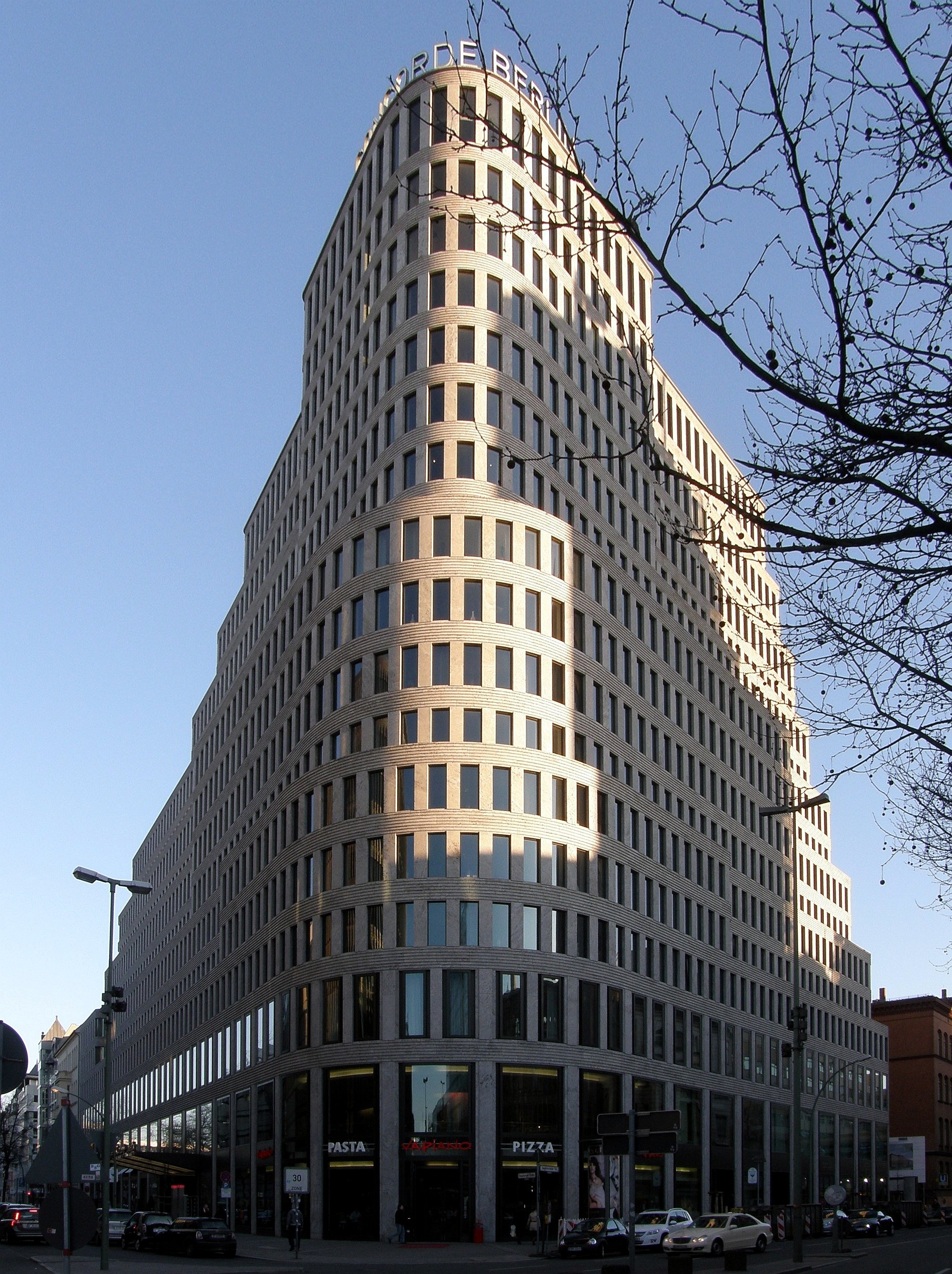
Jan Kleihues (* 1962)

- Kleihues, Josef (1933–2004), deutscher Architekt und Hochschullehrer
- Kleihues, Paul (1936–2022), deutscher Mediziner und Hochschullehrer